# Roubo do Banco da Cidade de Nova Iorque de 1831

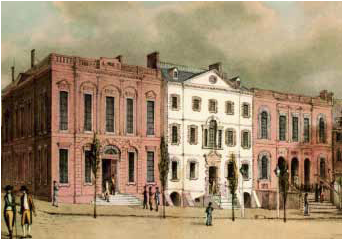
Vista do canto nordeste das ruas William e Wall. A casa à direita tornou-se a primeira casa do City Bank de Nova York em 38 Wall Street, mais tarde renumerada como № 52. (Pintura de Archibald Robertson, c. 1798)

O City Bank, agora Citibank, em Wall Street, na cidade de Nova York, foi assaltado em 19 de março de 1831, no que é considerado um dos primeiros roubos a bancos nos Estados Unidos. Os ladrões fugiram com US$ 245 mil (1831 valores) usando um conjunto de chaves copiadas. O montante roubado chegaria a mais de US$ 6 milhões em valores atuais.
Os reportes iniciais relataram várias vezes o nome do culpado como Edward Smith, Edward Jones, James Honeyman e James Murray. Uma fonte moderna, baseada em jornais de época, menciona James Honeyman e William J. Murray.
Honeyman, que usou "Smith" e "Jones" como apelidos, e Murray gastaram US$ 60 000 antes de serem pegos. Murray fugiu para a Filadélfia, enquanto Honeyman permaneceu em Nova York sob um pseudônimo.  Ambos foram capturados, condenados e sentenciados a cinco anos na prisão de Sing Sing.
O Connecticut Courant informou que o suspeito, Smith (Honeyman), foi detido devido à acuidade e à incansável vigilância de Constable Hays. O perpetrador foi preso no ano anterior por roubar "a loja do Sr. Schenck" no Brooklyn.  Ele era um "cocheiro de Marrocos (couro)", que mantinha uma pequena loja de sapatos no Bowery, onde permitia que "os perdulários dissipados" se acumulassem. Constable Hays não encontrou nada durante sua primeira busca nas salas da Division Street, onde Honeyman morava com a esposa e dois filhos. Devido a uma dica dada pelo mantenedor da hospedaria, que viu Honeyman carregando um baú para fora de seus quartos, o "agudo" Constable Hays retornou mais tarde na mesma semana e decidiu procurar os baús que restavam no apartamento. Desta vez, ele encontrou a maior parte do dinheiro roubado escondido sob a roupa em um dos baús.  O suspeito foi apreendido e levado para a prisão de Bridewell. As autoridades recuperaram: US$ 57 328 em Notas do City Bank; US$ 501 118 em "várias notas da cidade"; US$ 44 000 em Notas do Banco de Lansingburgh (um banco em Lansingburgh, Nova York); US$ 20 000 em notas emitidas pelo "Morris Canal"; US$ 8 272 registrado como "não corrente - pertencente a S. & M. Allen"; e US$ 40 em notas falsas. US$ 63 000 de dinheiro roubado nunca foram recuperados, uma soma que incluiu 398 dobrões.